# Vliegvelden gesorteerd naar IATA-code N
Dit is een lijst van vliegvelden gesorteerd op IATA-code met de beginletter N.
| IATA | ICAO | Luchthaven                      | Stad        | Land                 |
| ---- | ---- | ------------------------------- | ----------- | -------------------- |
| NAN  | NFFN | Nadi Intl                       | Nadi        | Fiji                 |
| NAP  | LIRN | Capodichino                     | Napels      | Italië               |
| NAS  | MYNN | Lynden Pindling                 | Nassau      | Bahama's             |
| NBE  | DTNZ | Hammamet                        | Enfidha     | Tunesië              |
| NBO  | HKJK | Jomo Kenyatta Intl              | Nairobi     | Kenia                |
| NCE  | LFMN | Cote d'Azur                     | Nice        | Frankrijk            |
| NCL  | EGNT | Newcastle International         | Newcastle   | Verenigd Koninkrijk  |
| NDJ  | FTTJ | N'Djamena                       | N'Djamena   | Tsjaad               |
| NDR  | GMMW | El Aroui                        | Nador       | Marokko              |
| NEF  | TKPN | Vance W. Amory                  | Charlestown | Saint Kitts en Nevis |
| NEG  | MKNG | Negril                          | Negril      | Jamaica              |
| NGB  | ZSNB | Lishe                           | Ningbo      | China                |
| NGE  | FKKN | N'Gaoundéré                     | Ngaoundéré  | Kameroen             |
| NGO  | RJNN | Nagoya                          | Nagoya      | Japan                |
| NGS  | RJFU | Nagasaki                        | Nagasaki    | Japan                |
| NIM  | DRRN | Diori Hamani                    | Niamey      | Niger                |
| NKC  | GQNN | Nouakchott                      | Nouakchott  | Mauritanië           |
| NLA  | FLND | Ndola                           | Ndola       | Zambia               |
| NLV  | UKON | Mykolaiv                        | Mykolaiv    | Oekraïne             |
| NNG  | ZGNN | Wuxu                            | Nanning     | China                |
| NOC  | EIKN | Ireland West                    | Knock       | Ierland              |
| NOU  | NWWW | Nouméa - La Tontouta            | Nouméa      | Nieuw-Caledonië      |
| NOV  | FNHU | Huambo                          | Huambo      | Angola               |
| NQN  | SAZN | Presidente Peron                | Neuquén     | Argentinië           |
| NRK  | ESSP | Kungsangen                      | Norrköping  | Zweden               |
| NRN  | EDLV | Weeze                           | Dusseldorf  | Duitsland            |
| NRT  | RJAA | Narita                          | Narita      | Japan                |
| NSI  | FKYS | Yaoundé Nsimalen Internationaal | Yaoundé     | Kameroen             |
| NTE  | LFRS | Atlantique                      | Nantes      | Frankrijk            |
| NUE  | EDDN | Nuremberg Airport               | Neurenberg  | Duitsland            |
| NWI  | EGSH | Norwich International           | Norwich     | Verenigd Koninkrijk  |
| NYK  |      | Nanyuki                         | Nanyuki     | Kenia                |
| NYO  | ESKN | Skavsta                         | Stockholm   | Zweden               |

A · B · C · D · E · F · G · H · I · J · K · L · M · N · O · P · Q · R · S · T · U · V · W · X · Y · Z · (alles)